# زنده (فیلم ۲۰۰۲)
زنده (انگلیسی: Alive) فیلمی در ژانر اکشن به کارگردانی ریوهی کیتامورا است که در سال ۲۰۰۲ منتشر شد. از بازیگران آن می‌توان به هیدئو ساکاکی و تاک ساکاگوچی اشاره کرد.